# Jacob R. Schwartz
Jacob Ralph Schwartz (n. 1 mai 1889, Briceni, Imperiul Rus – d. 1978, New York City, New York, SUA) a fost un evreu basarabean, om de știință și stomatolog american.

## Biografie
S-a născut în târgul Briceni (acum oraș și centru raional din Republica Moldova) din ținutul Hotin, gubernia Basarabia a Imperiului Rus. În copilărie, s-a mutat cu părinții în Statele Unite. A studiat la Institutul Cooper Union, Colegiul din New York și Pratt Institute. În 1913 a absolvit Colegiul de Medicină Dentară de la Universitatea din New York, unde a devenit ulterior profesor. În anii 1922-1923 a fost președinte al Kings County Dental Society, iar din 1936, membru al Consiliului de administrație al Comitetului dentar pentru învățământul superior al Universității Ebraice din Ierusalim. A fondat o sinagogă conservatoare în cartierul East Midwood (East Midwood Jewish Centre⁠(en)[traduceți], 1924). De-a lungul carierei sale profesionale, a fost medic dentist în Brooklyn.
Este autorul a numeroase invenții în domeniul stomatologiei și protezelor dentare, corecției ocluziei, precum și monografiilor și mijloacelor didactice despre stomatologie (toate cărțile au fost ilustrate de el). A publicat două cărți memorialistice (Orchard Street – „Strada livezii” și On the Wings of an Eagle – „Pe aripile unui vultur”, 1960). A practicat de asemenea sculptura în fildeș.
A murit în mai 1978 la New York.

## Monografii
- Practical prosthetic procedure. New York–Londra: Universal Dental Co, 1934.
- Practical dental anatomy and tooth carving. Henry Kimpton’s Medical Publishing House, 1935.

A treatise on the essentials of dental anatomy as it pertains to the tooth crown and the principles and technique for carving and reproducing the tooth form.
- Cavity preparation and abutment construction in bridgework. H. Kimpton’s medical publishing house, 1936. — 354 pag.
- Modern methods of tooth replacement. Dental Items of Interest Pub. Co., 1942, 1945 и 1948. — 748 pag.
- Preparación de cavidades y confección de pilares para puentes (în spaniolă). Buenos Aires: Labor, 1944. — 290 стр.; a 2- edițte — Barcelona: Ver Curiosidades, 1950. — 292 pag.
- The acrylic plastics in dentistry. Dental Items of Interest Pub. Co., 1950. — 447 pag.

A textbook on the scientific and technical background of the plastics industry as an aid to the understanding of the use and application of the acrylic resins in dental restorations.
- Inlays and abutments: their preparation and construction for dental restorations. Dental Items of Interest Pub. Co., 1953.

A treatise on the fundamental principles and the technical phases governing the cutting of cavities or preparations in natural teeth for purposes of anchorage; impression methods for accurate reproduction and the construction of inlays and abutments in accordance with modern successful casting procedures.
- Orchard Street (A Carlton reflection book). Comet Press Books, 1960. — 309 pag.
- On the wings of an eagle. Comet Press Books, 1960. — 196 pag.